# Cerrado dos Álamos
Cerrado dos Álamos é uma elevação portuguesa localizada na freguesia açoriana dos Rosais, concelho de Velas, ilha de São Jorge, arquipélago dos Açores.
Este acidente geológico encontra-se geograficamente localizado próximo da Ponta dos Rosais encontra-se intimamente relacionado com maciço montanhoso central da ilha de são Jorge do qual faz parte.
Esta formação encontra-se próxima ao Parque Florestal das Sete Fontes, do Pico dos Cutelos, do Monte do Trigo, do Pico do Feno, e do Pico da Velha, junto a costa norte da ilha de São Jorge.
Esta formação geológica localizada a 368 metros de altitude acima do nível do mar apresenta escorrimento pluvial para a costa marítima que termina numa falésia com 200 metros de altura e deve na sua formação geológica a um escorrimento lávico e piroclástico muito antigo.